# Karabinek Rasheed
Rasheed (Rashid) – egipski karabinek samopowtarzalny. Rasheed był pomniejszoną wersją karabinu Hakim przystosowaną do zasilania nabojem 7,62 × 39 mm (Hakim był zasilany amunicja 7,92 x 57 mm Mauser).
Rasheed był krótko produkowany pod koniec lat sześćdziesiątych. Wyprodukowano ok. 8000 sztuk tego karabinka.

## Opis konstrukcji
Karabinek Rasheed był indywidualną bronią samopowtarzalną. Zasada działania oparta na wykorzystaniu energii gazów prochowych odprowadzanych przez boczny otwór lufy (układ bez tłoka gazowego, z bezpośrednim oddziaływaniem gazów prochowych na suwadło). Zamek ryglowany przez przekoszenie. Mechanizm spustowy tylko do ognia pojedynczego. Zasilanie z magazynków o pojemności 10 naboi (możliwość doładowywania magazynka z łódek). Przyrządy celownicze składały się z muszki (w osłonie pierścieniowej) i regulowanego celownika krzywiznowego. Bezpiecznik na tyle komory zamkowej. Pod lufą składany bagnet nożowy.